# Ausgrabungen und Funde

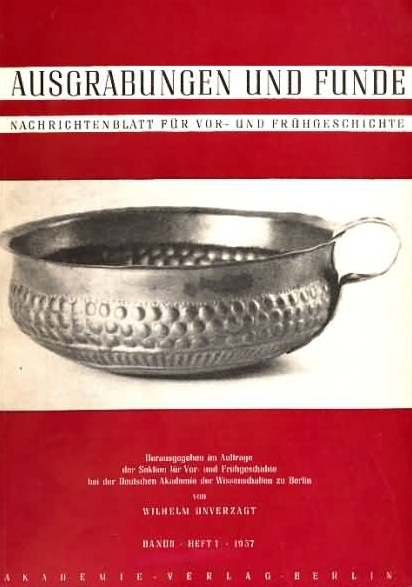
Titelblatt der Ausgrabungen und Funde 1957

Ausgrabungen und Funde (AuF) war eine wissenschaftliche archäologische Zeitschrift, die im Auftrag des Zentralinstituts für Alte Geschichte und Archäologie der Akademie der Wissenschaften der DDR herausgegeben wurde.
In Ausgrabungen und Funde berichteten namhafte Archäologen der in den alten Länderstrukturen belassenen Museen für Ur- und Frühgeschichte bzw. Vorgeschichte neben Artikeln zur Entwicklung und Methode der Forschung über wichtige Ausgrabungen und Forschungsergebnisse. Es erschienen jährlich sechs Hefte zu Sachsen, Brandenburg und Berlin, Mecklenburg-Vorpommern, Sachsen-Anhalt und Thüringen. Im 6. Heft erschien eine ausführliche Bibliographie zur Ur- und Frühgeschichte.
Die AuF erschienen ab 1956 in der Nachfolge des von 1925 bis 1943 herausgegebenen Nachrichtenblattes für die deutsche Vorzeit.
Verantwortlicher Redakteur war von 1956 bis 1972 Paul Grimm, später dann Karl-Heinz Otto.
Die AuF erschienen bis 1995, danach wurden sie vom Archäologischen Nachrichtenblatt (4 Hefte jährlich) abgelöst.